# Cătălina Axente
Cătălina Axente (ur. 31 października 1995) – rumuńska zapaśniczka walcząca w stylu wolnym. Olimpijka z Paryża 2024, gdzie zajęła szesnaste miejsce w kategorii do 76 kg. Piąta na mistrzostwach świata w 2022 roku. 
Brązowa medalistka mistrzostw Europy w 2020 i 2023; piąta w 2022. Zajęła jedenaste miejsce na igrzyskach europejskich w 2019. Wygrała igrzyska frankofońskie w 2023 i trzecia a 2017. Dziewiąta w indywidualnym Pucharze Świata w 2020. Siódma w Pucharze Świata w 2018. Trzecia na ME U-23 w 2018 roku.